# Vízkelety Ferenc
Vízkelety Ferenc (Liptóújvár, 1789. január 25.– Bécs, 1875. május 10.) jogi doktor, egyetemi tanár, császári királyi valóságos udvari tanácsos, a Ferenc József-rend lovagja.

## Élete
Az ősrégi Pozsony vármegyei vizkeleti Vizkelety családban született. Apja Vizkelety Ferenc (1728–1800), őrnagy, liptóújvári uradalmi felügyelő, anyja, Amandini Ilona (1754–1821). Az apai nagyszülei Vizkelety Ferenc (1698–1737), huszár kapitány és alapi Salamon Magdolna voltak.
Tanári pályáját az 1830-as években kezdte meg; az 1860-as években a bécsi egyetemen az egyházjog, majd a magyar közjog tanára, dékán és igazgató volt; később pesti egyetemi jogtanár. Meghalt 1875-ben Bécsben, életének 86. évében.

## Házassága és leszármazottjai
Budán, a krisztinavárosi plébánián 1825. április 9-én, feleségül vette nemes Kiss Jozefa (1799 – Pozsony, 1890. március 22.) kisasszonyt, akitől több gyermeke született:
- Vizkelety Ferenc (Pest, 1825. november 10.– Budapest, 1889. november 9.), ügyvéd, az első magyar általános biztosító-társaság hivatalnoka.[6] Neje: Racskó Paula (1844 – Budapest, 1880. július 10.).[7]
- Vizkelety Konstantin (Pest, 1827. május 21.– Pest, 1829. január 4.)
- Vizkelety Jozefa (Pest, 1830. november 1.– Pest, 1830. november 7.)
- Vizkelety József (Pest, 1833. június 14.–), huszár kapitány. Neje: Werner Jozefa.

## Műve
- Oratio de fatis, que literae ingenuaequae artes novemdecim seculorum decursu expertae sunt. Budae, 1845. (Az egyetem alapításának évfordulóján, jún. 25. ünnepi beszéd.)